# Armed Forces Bowl 2020 (janvier)
Match précédent Match suivant
L'Armed Forces Bowl de janvier 2020 est un match de football américain de niveau universitaire joué après la saison régulière de 2019, le 4 janvier 2020 au Amon G. Carter Stadium de Fort Worth dans l'État du Texas aux États-Unis.
Il s'agit de la 17e édition de l'Armed Forces Bowl.
Le match met en présence l'équipe des Green Wave de Tulane issue de l'American Athletic Conference et l'équipe des Golden Eagles de Southern Miss issue de la Conference USA. Il débute à 10 h 30 locales et est retransmis à la télévision par ESPN.
Sponsorisé par la société Lockheed Martin, le match est officiellement dénommé le Lockheed Martin Armed Forces Bowl 2020.
Tulane gagne le match sur le score de 30 à 13.

## Présentation du match
Il s'agit de la 31e rencontre entre ces deux équipes, Southern Miss en ayant gagné 23 pour 7 à Tulane.
Southern Miss et Tulane ont été membres de la Conference-USA de 1996 à 2013 avant que Tulane ne rejoigne l'American Athletic Conference en 2014. Depuis 1999, un trophée en forme de cloche est remis au vainqueur de ce match de rivalité dénommé Battle for the Bell (en). Le prochain math de rivalité en saison régulière doit avoir lieu en 2022. Pour le présent match, il n'a pas encore été décidé si le vainqueur recevra le trophée.
| Équipes                                                                                          | Conférences | Entraîneurs       | Stats. saison rég. | Classements avant le bowl | Classements avant le bowl | Classements avant le bowl |
| ------------------------------------------------------------------------------------------------ | ----------- | ----------------- | ------------------ | ------------------------- | ------------------------- | ------------------------- |
| Équipes                                                                                          | Conférences | Entraîneurs       | Stats. saison rég. | CFP                       | AP                        | Coaches                   |
| Green Wave de Tulane                                                                             | AAC         | Willie Fritz (en) | 6 - 6              | NC                        | NC                        | NC                        |
| Golden Eagles de Southern Miss                                                                   | C-USA       | Jay Hopson (en)   | 7 - 5              | NC                        | NC                        | NC                        |
| - Arbitre : Kevin Mar (Pac-12) - Équipe donnée favorite par les bookmakers : Tulane par 7 points |             |                   |                    |                           |                           |                           |

### Green Wave de Tulane
Avec un bilan global en saison régulière de 6 victoires et 6 défaites (3-5 en matchs de conférence), Tulane est éligible et accepte l'invitation pour participer à l'Armed Forces Bowl de janvier 2020.
Ils terminent 4e de la West Division de la American Athletic Conference derrière #17 Memphis, #23 Navy et SMU. À l'issue de la saison 2019, ils n'apparaissent pas dans les classements CFP, AP et Coaches.
C'est leur première apparition à l'Armed Forces Bowl.
| Postes      | Joueurs         | Statistiques                                                       |
| ----------- | --------------- | ------------------------------------------------------------------ |
| Quarterback | Justin McMillan | 170/296 passes réussies pour 2 229 yards, 14 TDs, 10 interceptions |
| Coureur     | Justin McMillan | 152 courses pour 704 yards nets gagnés et 12 TDs                   |
| Receveur    | Darnell Mooney  | 45 réceptions pour 670 yards et 5 TDs                              |

### Golden Eagles de Southern Miss
Avec un bilan global en saison régulière de 7 victoires et 5 défaites (5-3 en matchs de conférence), Southern Miss est éligible et accepte l'invitation pour participer à l'Armed Forces Bowl de janvier 2019.
Ils terminent 3e de la West Division de la Conference USA derrière UAB et Louisiana Tech. À l'issue de la saison 2019, ils n'apparaissent pas dans les classements CFP, AP et Coaches.
C'est leur première apparition à l'Armed Forces Bowl.
| Postes      | Joueurs       | Statistiques                                                       |
| ----------- | ------------- | ------------------------------------------------------------------ |
| Quarterback | Jack Abraham  | 258/382 passes réussies pour 3 329 yards, 18 TDs, 15 interceptions |
| Coureur     | Kevin Perkins | 102 courses pour 548 yards nets gagnés et 3 TDs                    |
| Receveur    | Quez Watkins  | 55 réceptions pour 1 024 yards yards et 5 TDs                      |

## Résumé du match
Début du match à  10 h 34 locales, fin à  13 h 55 locales pour une durée totale de jeu de 03 h 31 min, températures de 9 °C, vent de NNE de 13 km/h, ensoleillé.
| QT            | Temps         | Drive         | Drive         | Drive         | Équipe        | Description de l'action | Score | Score |
| ------------- | ------------- | ------------- | ------------- | ------------- | ------------- | --- | ----- | ----- |
| QT            | Temps         | Jeux          | Yards         | TDP           | Équipe        | Description de l'action | TUL   | USM   |
| 1             | 12:07         | 8             | 61            | 02:53         | USM           | TD de 44 yards à la suite d'une passe de QB Jack Abraham réceptionnée par WR Quez Watkins mais la tentative de conversion à 1 point par K Andrew Stein échoue | —     | 6     |
| 1             | 05:23         | 11            | 78            | 05:31         | USM           | TD à la suite d'une course de 3 yards par QB Jack Abraham + 1 point de conversion par K Andrew Stein                                                          | —     | 13    |
|               |               |               |               |               |               | |       |       |
| 2             | 12:41         | 10            | 51            | 03:47         | TUL           | FG de 31 yards par K Merek Glover | 3     | —     |
| 2             | 04:37         | 7             | 34            | 03:12         | TUL           | FG de 31 yards par K Merek Glover | 6     | —     |
|               |               |               |               |               |               | |       |       |
| 3             | 13:20         | 5             | 77            | 01:40         | TUL           | TD de 52 yards à la suite d'une passe de QB Justin McMillan réceptionnée par WR Jalen McCleskey + 1 point de conversion par K Merek Glover                    | 13    | —     |
| 3             | 06:13         | 10            | 59            | 05:20         | TUL           | FG de 36 yards par K Merek Glover | 16    | —     |
| 3             | 05:37         | 1             | 2             | 00:05         | TUL           | TD de 7 yards à la suite d'une passe de QB Justin McMillan réceptionnée par WR Jacob Robertson Jr. + 1 point de conversion par KMerek Glover                  | 23    | —     |
| 3             | 01:54         | 4             | 66            | 01:40         | TUL           | TD de 20 yards à la suite d'une passe de QB Justin McMillan réceptionnée par RB Amare Jones + 1 point de conversion par K Merek Glover                        | 30    | —     |
| Score final : | Score final : | Score final : | Score final : | Score final : | Score final : | Score final : | 30    | 13    |

## Statistiques
| Nom             | Équipe        | Poste |
| --------------- | ------------- | ----- |
| Justin McMillan | Tulane        | QB    |
| Quez Watkins    | Southern Miss | WR    |

| Statistiques                           | Golden Eagles de Southern Miss                         | Green Wave de Tulane                                    |
| -------------------------------------- | ------------------------------------------------------ | ------------------------------------------------------- |
| 1er down                               | 15                                                     | 19                                                      |
| 1er down à la course                   | 3                                                      | 8                                                       |
| 1er down à la passe                    | 11                                                     | 8                                                       |
| 1er down suite pénalité                | 1                                                      | 3                                                       |
| Conversion de 3e down                  | 6/17                                                   | 3/13                                                    |
| Conversion de 4e down                  | 0/2                                                    | 0/1                                                     |
| Jeux–yards                             | 68 jeux pour 359 yards                                 | 66 jeux pour 379 yards                                  |
| Yards à la course                      | 23 courses pour 58 yards (moyenne de 2,5 yards/course) | 48 courses pour 164 yards (moyenne de 3,4 yards/course) |
| Yards à la passe                       | 301                                                    | 215                                                     |
| Passes : Réussies-Tentées-Interceptées | 26/45 passes complétées, 2 interceptions               | 13/18 passes complétées, 0 interception                 |
| Réussite en zone rouge/chances         | 1/2                                                    | 5/5                                                     |
| TD                                     | 2                                                      | 3                                                       |
| Field Goals                            | 0/0                                                    | 3/3                                                     |
| Sacks (Nombre-Yards)                   | 3 pour 13 yards adverses perdus                        | 3 pour 24 yards adverses perdus                         |
| Fumbles (Nombre/Perdus)                | 0/0                                                    | 1/0                                                     |
| Pénalités (Nombre/Yards perdus)        | 10 pour 82 yards perdus                                | 6 pour 50 yards perdus                                  |
| Temps de possession                    | 26:07                                                  | 33:53                                                   |

| Golden Eagles de Southern Miss |                   |                                                                                                  |
| Quarterback                    | Jack Abraham      | 17/23 passes complétées, 167 yards, 0 interception, 1 TD, 1 sack subi, évaluation QB de 149,3    |
| Meilleur coureur               | Trivenskey Mosley | 7 courses pour 43 yards nets gagnés, 0 TD, moyenne de 6,1 yards/course                           |
| Meilleur receveur              | Quez Watkins      | 8/13 réceptions pour 121 yards gagnés, 1 TD                                                      |
| Meilleur tackler               | D. Q. Thomas      | 8 tacles dont 6 en solo, 1 TFL (3 yards), ½ sack (2 yards)                                       |
| Green Wave de Tulane           |                   |                                                                                                  |
| Quarterback                    | Justin McMillan   | 13/18 passes complétées, 215 yards, 0 interception, 3 TDs, 3 sacks subis, évaluation QB de 227,7 |
| Meilleur coureur               | Cameron Carroll   | 9 courses pour 48 yards nets gagnés, 0 TD, moyenne de 5,3 yards/course                           |
| Meilleur receveur              | Jalen McCleskey   | 2/3 réceptions pour 87 yards gagnés, 1 TD                                                        |
| Meilleur tackler               | Chase Kuerschen   | 7 tacles dont 5 en solo, 1 interception                                                          |